# 萌える麻雀入門 もえじゃん!
『萌える麻雀入門 もえじゃん!』（もえるまあじゃんにゅうもん）は、森永ひとみ原作の大林森による、日本の漫画である。
講談社のウェブコミック配信サイト「MiChao!」にて連載され、単行本およびデジタルコミックも発刊された。またハドソンより携帯ゲームおよび、PSP用ゲームとしてもリリースされた。

## 概要
秋葉原某所のメイドカフェ「エンジェルハイロン（Angel high Rondo）」を舞台に、ここで働く主人公の新人ドジっ娘メイド「つもこ」こと「つくだもえこ」が、麻雀バトル「もえじゃん」に巻き込まれながらも、雀士として成長していく様子を描く作品となっている。
登場するの女の子たちは、「もえじゃん」突入時や役が揃いだした際に、にさまざまなコスプレ衣装に瞬時に着替えるが、これを「雀身」とよぶ。
なお、タイトルでは「麻雀入門」となっているものの、実際には作中において麻雀のルールや用語などに関する解説はほとんどない。すなわちルールもまともに知らされていない主人公が、ただ相手の打ち方を真似して勝ち、なんとなく麻雀を覚えていくという展開が基本になっている。

## 登場キャラクター
括弧内はPSP版で声の担当。
つくだもえこ （声：渡辺麻友）
主人公。メイドカフェ「エンジェルハイロン」で働く新人のドジっ娘メイド。初代つもこに「つくだもえこ」から無理やり「つもこ」を襲名させられて以来これが通称となる。転ぶことや、客への粗相などは日常茶飯事で、カップやお皿の撃墜数もエースクラスであるが、メイドとしての人気は非常に高い。時給は800円で、その多くは2人いる弟に玩具類を買い与えるために使われている。いわゆる腐女子で残りわずかなお小遣いで趣味を満喫している。お姉様方の艶かしい姿に惑わされるなど百合の気も見せる。麻雀は全くの素人であるが、驚異的な悪運の強さを持ち、初代つもこを天和で下して以来「もえじゃん」では無敗を誇る。得意手はツモあがり。
ウゾー君
つもこにくっついている謎の真っ白な人型。本作のマスコット的な存在。自分で動いたり、分裂して増えたりなど異様っぷりを見せる。言葉は発しないがボディーランゲージでメッセージを発して、「もえじゃん」でピンチに陥ったつもこの手助けをしたりする。名前の由来は「有象無象」と呼ばれたことから、つもこによりそのまま命名されてしまう。
オーナー （声：浦野一美）
「エンジェルハイロン」のオーナー。本名は不明。ドジの絶えないつもこお仕置きする毎日であるが、実は趣味を兼ねているだけで、いざというときには助言してくれるなどつもこのことは気にかけている。どうやら「もえじゃん」に関する重大な秘密を握っている様子。
佐江田つもこ（さえだつもこ） （声：早乙女美樹）
「ツモ上がりの女王」の二つ名を持つ伝説の雀師として知られる初代つもこ。もえこが、転んだはずみでコーヒーを掛けてしまったことから「もえじゃん」に突入してしまう。もえことの「もえじゃん」に敗れたことから、「つもこ」の名をもえこに強引に襲名させ、自身は「もえじゃん」から身を引くような発言を残して去っていった。得意手はツモあがり（萌え技「炎のツモ」）。
鈴里杏子（すずりあんこ） （声：片山陽加）
「暗刻の女王」と呼ばれており、ケーキの注文など全てにわたって3にこだわる。得意手は三暗刻（超絶萌技アンコトライアングル）。杏里（あんり）・杏（あん）という姉と妹がいて、3姉妹そろって三暗刻使い。後に、厳しい修行の末四暗刻を習得して、本来「もえじゃん」では禁じられているリベンジを挑む。
平和美（たいらかずみ） （声：野口玲菜）
はるばる北海道からイベントに参加するためやってきたが、当のイベントは寝坊で出遅れてしまい、秋葉原でブルジョア買いをしていたところ、もえこと好きな同人誌の奪い合いになってしまい、「もえじゃん」に突入してしまう。得意手は平和（萌え技「平和の使者」）。
丹下やおい（たんげやおい） （声：米沢瑠美）
面接官を任されたもえこが来店したやおいを「面接にきた人」と勘違いしてしまい、やおいが1と9の含まれる勤務時間に拒否反応を示したことから「もえじゃん」に突入してしまう。一般的な法則に従えばあだ名は「たんやお」になるが、「タンは後ろについてこそかわいい」という持論から「やおタン」を自称する。語尾に「タン」をつけるのが口癖。得意手はタンヤオ（萌え技「タンタカタン」）。
矢久本本子（やくもともとこ） （声：仲川遥香）
通称「ポンちゃん」。語尾に「ぴょん」をつけるのが口癖。得意手は鳴き、役牌あがり（萌え技「ポンピョンポン」）。
平公子（たいらきみこ） （声：平嶋夏海）
自分もほしかった限定販売の玩具を、つもこが特別奉仕をえさに（首謀者はオーナー）客からのプレゼントで2セットも（2人の弟のため）揃えたことに嫉妬して「もえじゃん」に突入する。得意手は一盃口。著作権等への配慮からかPSP版では雀身の前後共に衣装のデザインが大幅に変更されている。
赤木千恵子（あかぎちえこ）
オーナーの妹で「エンジェルハイロン」の姉妹店を経営している。通称「ちえこ先生」。いつまでたってもドジの治らないつもこの教育係として呼ばれる。姉同様にお仕置きが趣味。得意手は七対子。PSP版には登場しない。
藤井冬子（ふじいとうこ） （声：松岡由紀）
通称「トーコ様」。彼女のアンニュイな表情にメイド魂を刺激されたつもこが、失恋で心に傷を負ったと勝手に解釈し、それを癒すために自ら「もえじゃん」に突入する。普段は優柔不断な性格であるが、「もえじゃん」がノリだすと雀身し、物言う性格に豹変する。「ホー」、「ホゥ」が口癖。得意手は対々和。
三津月堂子（みつづきどうこ）
つもこがカップを割りすぎたため、団体客に同じ形のカップを揃えられなくなり、その矛盾を指摘されて「もえじゃん」に突入する。「エンジェルハイロン」の常連らしい。得意手は三色同刻。PSP版には登場しない。
翻弄あゆむ（ほんろうあゆむ） （声：仲谷明香）
男性が苦手で店ではいつもオドオドしている「エンジェルハイロン」の元祖ドジメイド。つもこの先輩であったはずがいつの間にかつもこのことを「先輩」と呼ぶようになっている。メイド衣装の変更に伝統を守るべきとの考えから反発して「もえじゃん」に突入する。得意手は混老頭。
三色ジュン（さんしきジュン） （声：井上奈瑠）
「エンジェルハイロン」の新人で、過去に勤めた2つのメイド喫茶を自分色に染めてきたという凄腕のメイド。なかなか自分色に染まらないつもこに苛立ち「もえじゃん」に突入する。得意手は三色同順。
睦リン＆ヤン（うつみリン＆ヤン） （声：多田愛佳【リン】、田名部生来【ヤン】）
メカ好きの仲の良い双子の姉妹。但し、趣味には微妙に違いがあり、その違いから喧嘩になることもある。仲裁に入ったつもこがパイロットを推したことで二人の怒りを買い「もえじゃん」に突入してしまう。得意手は二盃口。
本多一月（ほんだいづき） （声：菊地彩香）
アキバ系コスプレアイドル。得意手は混一色（萌え技「ピンプルポンプルホンイッツウ」）。
叶ほずみ＆千寿子（かのうほずみ＆ちずこ） （声：田名部生来【ほずみ】、多田愛佳【千寿子】）
ゴージャス姉妹。つもこは「エンジェルハイロン」とお客を見下しけなす言葉に怒りを覚えて「もえじゃん」に突入する。得意手は清一色。
大元太陽（おおもとたいよう） （声：柏木由紀）
ちえこ先生の弟子で、先生自慢のメイドになるため「エンジェルハイロン」を訪れる。その思いの強さゆえに強気の発言が多い。一局の間に何度も雀身し、そのたびに髪の色も変化する。辛党で甘いものが苦手。得意手は大三元。
美鳥緑（みどりみどり） （声：佐伯美香）
PSP版オリジナルキャラクター。その後、携帯版『すぺしゃる』にも登場。緑をこよなく愛する女の子。普段は大人しいが、緑が冒涜されたと誤解してしまったことから激怒し、「もえじゃん」に突入してしまう。得意手は緑一色。
都裏サクラ（とうらサクラ） （声：浦野一美）
PSP版オリジナルキャラクター。その後、携帯版『すぺしゃる』にも登場。「エンジェルハイロン」を自らの傘下に置こうとするやり手の女性経営者。これを阻止するため「もえじゃん」に突入する。得意手は裏ドラ。
尾張雪（おわりゆき）
携帯版『萌える麻雀「超」実践編もえじゃん!2』オリジナルキャラクター。MiCao!メンバーページに掲載されているパスワードを入力することで登場する。
雷電みどり（らいでんみどり）
携帯版『萌える麻雀「超」実践編もえじゃん!2』オリジナルキャラクター。単行本に掲載されているパスワードを入力することで登場する。
黒子（くろこ）
「もえじゃん」が始まるときにどこからともなく現れ対面で座る「もえじゃん」ファイターたちの上家、下家を受け持つ。コミックでは黒子らしく空気のごとき存在に徹しているがPSP版では地味に役を揃えてくる。

## 単行本
講談社よりミチャオKCとして刊行されている。
1. 第1巻 2007年11月22日 第1刷発行 ISBN 978-4063723984

## ゲーム
ハドソンより以下の作品がリリースされていた。
- 萌える麻雀入門編 もえじゃん! - 携帯ゲーム、2006年12月11日よりダウンロード販売開始
- 萌える麻雀実践編 もえじゃん! - 携帯ゲーム、2007年4月18日よりダウンロード販売開始
- 萌える麻雀「超」実践編 もえじゃん!2 - 携帯ゲーム、2007年11月19日よりダウンロード販売開始
- 萌える麻雀 もえじゃん! - PSP用ゲーム、2008年10月23日発売、通常版とぷれみあむぼっくす版がある
- 萌える麻雀 もえじゃん!すぺしゃる - 携帯ゲーム、2008年11月11日よりダウンロード販売開始

PSP版では、キャラクターの声はすべてAKB48のチームB（2008年7月31日時点）によって当てられており、ゲーム声優初挑戦作品となっている。ストーリーモードでのストーリー台詞（「もえじゃん」に突入するためのコスチューム変身台詞である「雀身!」など）だけでなく、麻雀の上がり役の読み上げに対しても各キャラクター個別に声が当てられている。
なお、PSP版について高橋名人は「麻雀ゲームとしては、アルゴリズムもきちんとしているので、練習にもなるんじゃないでしょうか」と語っている（公式ブログより）。

### 携帯電話版
「勝ち抜き戦モード」と「フリー対戦モード」が用意されている。「勝ち抜き戦モード」は選択したキャラでその他のキャラ3人ずつを相手に勝ち抜くモードで、3試合勝ち抜けばゲームクリア。「フリー対戦モード」では相手を自由に選んで対戦する。
もえこの対戦相手は『実践編』で9人。『実践編2』ではもえこ以外を選んでプレイできるようにもなり、選択できるキャラクターは19人に及ぶ。そのうち2人は『実践編2』のパスワード機能で出現する隠しキャラであり、「勝ち抜き戦モード」では対戦相手として登場しない。『実践編2』では声も追加されたが、プレイヤーキャラと対戦相手で区別があるのみで、キャラの選択によらず同じCVが使われる。しかし『すぺしゃる』ではボイスが強化され、PSP版と同じくAKB48チームBが担当した。一方で『実践編』にはご褒美画像のサムネイルやフリー対戦で相手をランダムに決める「オマカセ」機能があったが『実践編2』ではなくなっている。また『実践編2』は全体的に動作が重くなっており、『実践編』のほうが軽快に進行する。2012年現在、『実践編』以外は配信終了。

#### ポイント
両モードともゲーム終了時の得点によってポイントが得られる。このポイントを消費することで、携帯電話の待ち受け画面としても使用可能なご褒美画像をダウンロードできるようになる。得点は持ち点25000スタートの30000返し（固定）、すなわち最終得点から30000を引いた差分がポイントに加算される。30000に満たない場合でもポイントが減ることはない。トップ終了した場合のみ20000点のボーナス（オカ）がある。

#### ルール
アリアリルール。喰い替えあり。ダブロンは頭ハネ。ハコ下なし。半荘 / 東風戦およびプレイヤーのオーラストップアガリ終了は設定により変更可能。
人和・八連荘あり。四暗刻単騎・国士無双13面待ち・九蓮宝燈9面待ち・大四喜はダブル役満扱い。『実践編2』より流し満貫（役ではなくルール扱い）・大車輪・紅一色・大七星（ダブル役満）が追加。

#### ウゾー君のお助け機能
一部の機能が最初から搭載されている。『実践編2』ではご褒美画像と同様にポイントで購入することでその機能を増やすことができる。
- リーチ時に裏ドラを持っていると知らせてくれる。
- リーチ時に一発ツモになるとき知らせてくれる。ただし知るのはリーチ成立後。また一発消しには無力。
- 相手が裏ドラを2つ以上抱えて聴牌すると知らせてくれる。
- 相手の当たり牌を捨てるのを1度だけ止めてくれる。

### PSP版
「ストーリーモード」「フリー対戦モード」「アーケードモード」が用意されている。
「ストーリーモード」は全15の対戦者（一部2人組の対戦者も存在する）とのストーリー仕立てでの対戦モードとなっている。主人公と対戦者に黒子2人を合わせて、4人打ちでの対局となる。トップ取りで次の話に進むことが可能となる。
「フリー対戦モード」は、プレイヤーキャラクターと残り3人のキャラクターをランダムもしくは指定で選択して4人打ちでの対局となる。
「アーケードモード」は「ストーリーモード」を全てクリアすることで使用可能となるモードとなっている。プレイヤーキャラクターを選択すると残り3人がランダムに選択され、その3人の中からライバルを選択、ライバルよりも上位を取れば次の戦いに進める（上位となれなかった場合はコンティニュー可能）。試合ごとに対戦相手3人は入れ替わり、ライバルも試合ごとに都度指定する。3試合、ライバルよりも上位を取ればクリアとなり、選択したプレイヤーキャラクターのご褒美画像やキャラクターボイスを入手することが可能となる。
これらの各モードをプレイすると、試合終了ごとに対局終了時の残点数（トップであればもちろんオカを含む）の100点を1ポイントとしてポイントが加算され、得られたポイントを消費することでキャラクターボイスを入手することが可能となっている（ドボン終了の場合はポイント加減算なし）。
ゲームルールは詳細指定可能となっている。指定可能なルールは以下の通りである。
- 持ち点（25000点、27000点、30000点から選択可能）
- 東風と半荘の別、西入の有無、南場親流れ条件
- 喰いタン、裏ドラ、槓ドラ、割れ目、ドボン、二翻縛り（5本場以降）の有無
- ダブロン、三家和、4人リーチ、4風子連打の扱い
- 役満の上限（ダブル役満を認めるか）、ローカル役の採否（人和、大車輪、四連刻、八連荘、採用した場合はいずれも役満扱い）、特定役のダブル役満扱いの採否（国士無双13面待ち、四暗刻単騎、純正九連宝燈、大四喜）